# Muränen
Muränen (Muraenidae) sind eine Familie aalartiger Knochenfische, die mit etwa 200 bisher bekannten Arten in flachen tropischen und subtropischen Meeren verbreitet sind. An den Küsten des südlichen Europa leben zwei Arten: die Mittelmeer-Muräne (Muraena helena) und die Braune Muräne (Gymnothorax unicolor). Besonders häufig sind Muränen in den tropischen Korallenriffen: Bei den Marianen und bei den Marshallinseln werden 54 Arten gezählt, in den Gewässern um Hawaii sind sie mit 32 Arten nach den Lippfischen (Labridae) die artenreichste Fischfamilie.
Da den Muränen die paarigen Flossen und die Kiemendeckel fehlen, ähneln sie äußerlich Schlangen. Muränen werden 17 Zentimeter bis vier Meter lang (Strophidon sathete).

## Merkmale
Muränen sind langgestreckt und seitlich abgeflacht, die Anzahl der Wirbel liegt normalerweise zwischen 110 und 200, maximal sind es 260. Der Körper ist muskulös, besonders der Nacken. Die Färbung ist oft bräunlich oder schwärzlich purpurn, tropische Arten sind häufig bunt gemustert oder auch hell. Die Brust- und Bauchflossen sind schon bei den Larven vollständig verschwunden – im Gegensatz zu anderen Aalartigen ohne paarige Flossen, die Brust- und Bauchflossen im Larvenstadium noch besitzen. Der Schultergürtel ist zu einer dünnen Spange reduziert (Ursprung von Pharyngeal-Muskeln).
Die Haut ist schuppenlos und von einer dicken, an der Luft klebrig werdenden Schleimschicht überzogen, die die Tiere beim Gleiten durch scharfkantige Felsen oder Korallen vor Verletzungen schützt. Bei der indopazifischen Gelbmaulmuräne (Gymnothorax nudivomer) wurde ein giftiges Hautsekret gefunden. Das Blut der Muränen ist – wie das vieler, vielleicht aller anderen Aalartigen – durch hämolytische Proteine giftig (siehe Dinogunellin). Das Gift kann durch Erhitzen über 75 °C zerstört werden. Das Seitenlinienorgan der Muränen ist auf ein bis drei Porenreihen am Kopf und ein bis zwei Poren in der Kiemenregion reduziert. Bei einigen Arten sind die Poren weiß eingefasst und gut zu erkennen.

Der Pharyngealkiefer

Die Maulspalte ist tief, reicht bis weit hinter das Auge und ist mit zahlreichen Zähnen besetzt. Neben den normalen Zähnen auf dem Kieferrand besitzen viele Arten noch spitze Knochenfortsätze in der Mitte des Oberkiefers. (Der Schädel weicht in dieser Region stark von dem der anderen Teleosteer ab.) Diese „Pseudozähne“ werden bei geschlossenem Kiefer umgeklappt. Die Zähne sind ein wichtiges Merkmal bei der Unterscheidung der Gattungen und Arten.
Im Schlund der Muränen sitzen die nur von Muskelbändern gehaltenen sogenannten Schlund- oder Pharyngealkiefer, die Teilen von Kiemenbögen entsprechen und dabei helfen, größere Futterbrocken in Richtung Magen zu ziehen.

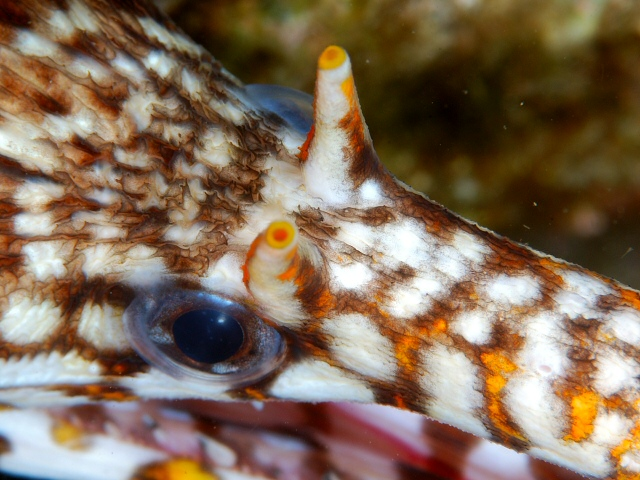
Die hinteren Nasenlöcher sind bei der Panthermuräne röhrenartig verlängert

Die Kiemenöffnungen liegen weit hinten am Kopf und sind klein und oval. Die Kiemendeckel fehlen; dafür sind aber die Branchiostegalradien, die die Kiemenmembran aufspannen, zahlreich und gut entwickelt. Muränen müssen das Wasser deswegen – und weil das Suspensorium kaum beweglich ist – durch regelmäßiges Öffnen und Schließen des Mauls durch die Kiemen pumpen – ein Verhalten, das von Tauchern oft fälschlicherweise als „Drohen“ angesehen wird. Drohen die Fische wirklich, reißen sie ihr Maul weit auf und verharren so, bis die Gefahr vorüber ist.
Muränen haben vier Nasenlöcher, von denen zwei an der Schnauzenspitze, die beiden anderen über den Vorderrändern der Augen sitzen. Die Nasenlöcher sind durch ein faltiges Kanalsystem miteinander verbunden, was eine große innere Oberfläche ergibt und den Fischen einen ausgezeichneten Geruchssinn verleiht. Sie sehen dagegen sehr schlecht. Sowohl die vorderen als auch die hinteren Nasenlöcher können röhrenartig verlängert sein. Die vorderen ragen dann über die Schnauzenspitze, die hinteren wirken wie Hörner zwischen den Augen.
Die Nasenlöcher sind auch das sicherste Unterscheidungsmerkmal zu den ähnlich aussehenden Schlangenaalen (Ophichthidae), denen ebenfalls oft die Brustflossen fehlen. Alle vier Nasenlöcher der Schlangenaale sitzen an der Schnauzenspitze, zwei von ihnen enden in nach unten gebogenen Röhren.

## Lebensweise

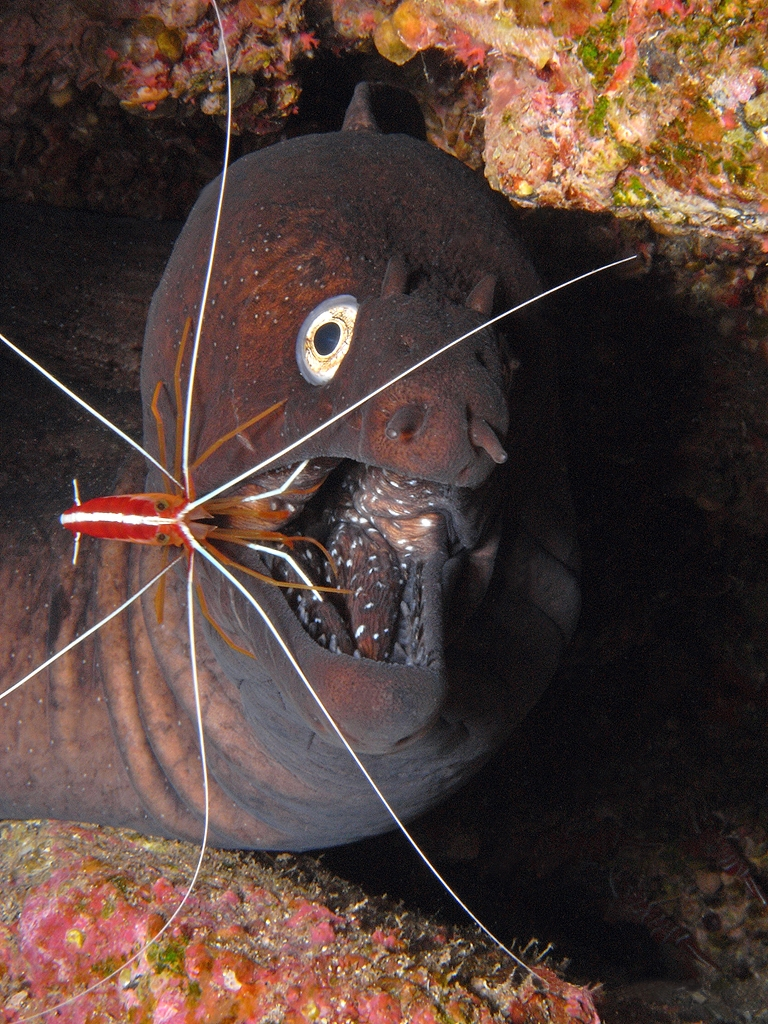
Eine Atlantische Weißband-Putzergarnele säubert die Zähne von Muraena augusti

Alle Muränen leben mehr oder weniger versteckt in Höhlen, Felsspalten und Korallenriffen und verlassen höchstens nachts zur Jagd vollständig ihren Unterschlupf. Sie schwimmen mit Hilfe schlängelnder Bewegungen des ganzen Körpers. Tagsüber ragt meist nur der Kopf aus dem Unterschlupf. Muränen sind standorttreu und suchen immer wieder dasselbe Versteck auf. Größere Muränen haben auch mehrere Unterschlupfe, die bis zu 200 Meter weit auseinander liegen können. Höhlensysteme können von einzelnen oder von mehreren Muränen, manchmal auch von verschiedenen Arten, bewohnt werden. Muränen leben oft dauerhaft mit Putzerlippfischen oder Putzergarnelen zusammen. Von diesen lassen sie sich säubern und im hierfür geöffneten Maul zwischen den Zähnen befindliche Nahrungsreste entfernen. Die Putzer werden nicht gefressen.
Die Arten der Gattungen Anarchias und Uropterygius, die alle verhältnismäßig klein sind, verlassen ihren Unterschlupf so gut wie nie und jagen auch ausschließlich in Höhlen und Spalten. Sie sind deshalb so gut wie nie zu sehen und ihre Lebensweise ist weitgehend unbekannt.
Einige Muränenarten in Südostasien und Nordaustralien dringen in Brackwasser und Flussmündungen vor, die Goldstaubmuräne (Gymnothorax tile) und die Leopardmuräne (Gymnothorax polyuranodon) auch in Süßwasser. Die Leopardmuräne wurde schon 30 km landeinwärts in Flüssen angetroffen. Keine Muräne lebt jedoch auf Dauer im Süßwasser, die Fortpflanzung findet immer im Meer statt.

## Ernährung

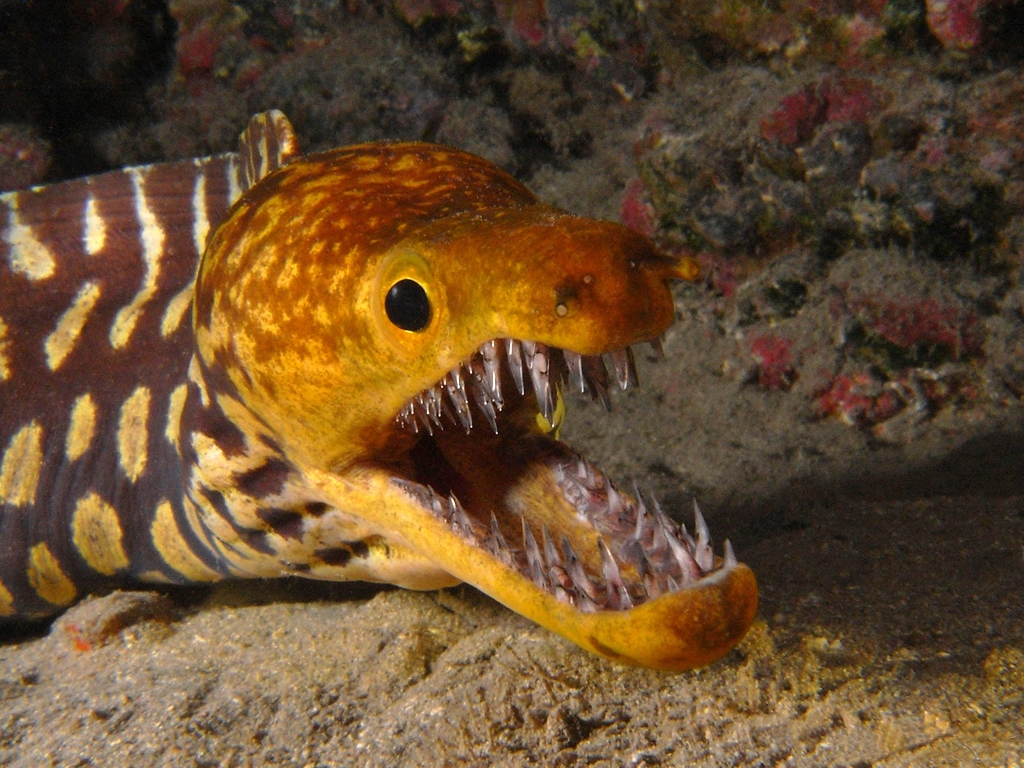
Kopf und Zähne der Tigermuräne (Enchelycore anatina)

Alle Muränen sind Raubfische und ernähren sich ausschließlich carnivor. Ausgesprochene Nahrungsspezialisten gibt es nicht. Die verschiedenen Arten ernähren sich jedoch bevorzugt, je nachdem, ob sie spitze oder abgerundete Zähne haben, von Fischen und Kopffüßern oder von hartschaligen wirbellosen Tieren wie Krebstieren. Nur wenige Arten fressen Muscheln, Schnecken oder Seeigel. Fischfresser sind vor allem die Arten der Gattungen Enchelycore und Muraena sowie viele Arten der Gattung Gymnothorax. Echidna und Gymnomuraena fressen vor allem hartschalige Tiere. Die Fische jagen vor allem in der Dämmerung oder nachts, größere Exemplare nur jede zweite oder dritte Nacht oder noch seltener. Dabei spielt ihr gut entwickelter Geruchssinn eine große Rolle. Sie fressen auch Aas. Bei einigen Arten der Gattungen Echidna und Gymnothorax wurde bei Aquarienbeobachtungen eine spezielle Verhaltensweise festgestellt, die sonst nur noch bei Schleimaalen vorkommt. Zum Abreißen von Nahrungsstücken aus größeren toten Fischen bilden die überaus beweglichen Tiere einen Knoten und ziehen dabei den Kopf durch die entstehende Knotenschlinge. Diese drückt nun auf die Beute und bildet ein Widerlager beim Herausreißen von Fleischstücken. Die gleiche Technik wird benutzt, um Beute aus engen Spalten zu ziehen. Einige Arten haben dazu auch ein besonders schmales Maul.

## Fortpflanzung
Über die Fortpflanzung der Muränen ist sehr wenig bekannt. Bei einigen Arten, so bei der Geistermuräne (Rhinomuraena quaesita) und der Sternfleckenmuräne (Echidna nebulosa), wurde ein Geschlechtswechsel (Dichogamie) festgestellt, der zudem mit einem Sexualdimorphismus einhergeht. Balzende Muränen richten sich auf, umschlingen sich mit den Körpern und reißen das Maul weit auf. Die Riesenmuräne (Gymnothorax javanicus) legt 200.000 bis 300.000 Eier, die nach dem Aufquellen einen Durchmesser von 5 mm haben.

## Stammesgeschichte

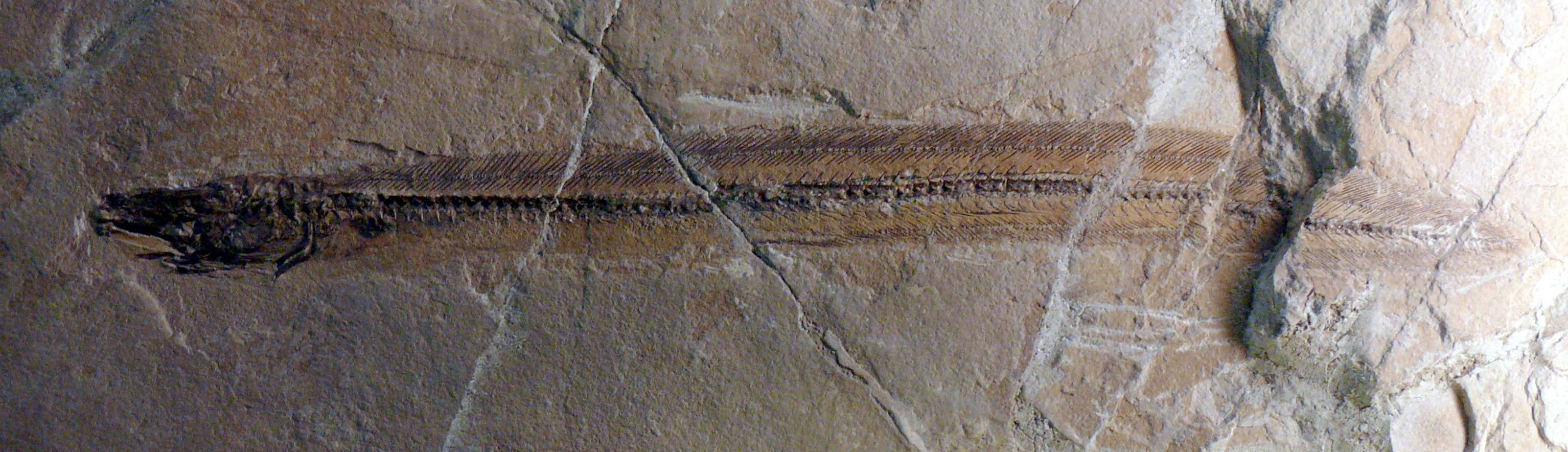
Paranguilla tigrina im Museum für Naturkunde Berlin

Fossilien muränenähnlicher Fische sind aus der Monte-Bolca-Formation aus dem mittleren Eozän von Norditalien bekannt. Die beiden Gattungen Dalpiaziella und Paranguilla haben noch kleine Brustflossen und werden in die Familie Paranguillidae eingeordnet. Eine nahe Verwandtschaft mit den heutigen Muränen ist unsicher.

## Systematik
Muränen gehören zur Ordnung der Aalartigen und innerhalb dieser zusammen mit den zwei artenärmeren und weitgehend unbekannten Familien Chlopsidae und Myrocongridae zur Unterordnung Muraenoidei. Allen Angehörigen dieser Unterordnung fehlen die Schuppen, das Seitenlinienorgan und die Kiemenbögen sind reduziert und das Stirnbein ist geteilt. Die Muränen werden in zwei Unterfamilien, 16 Gattungen und etwa 200 Arten unterteilt.

### Unterfamilie Muraeninae

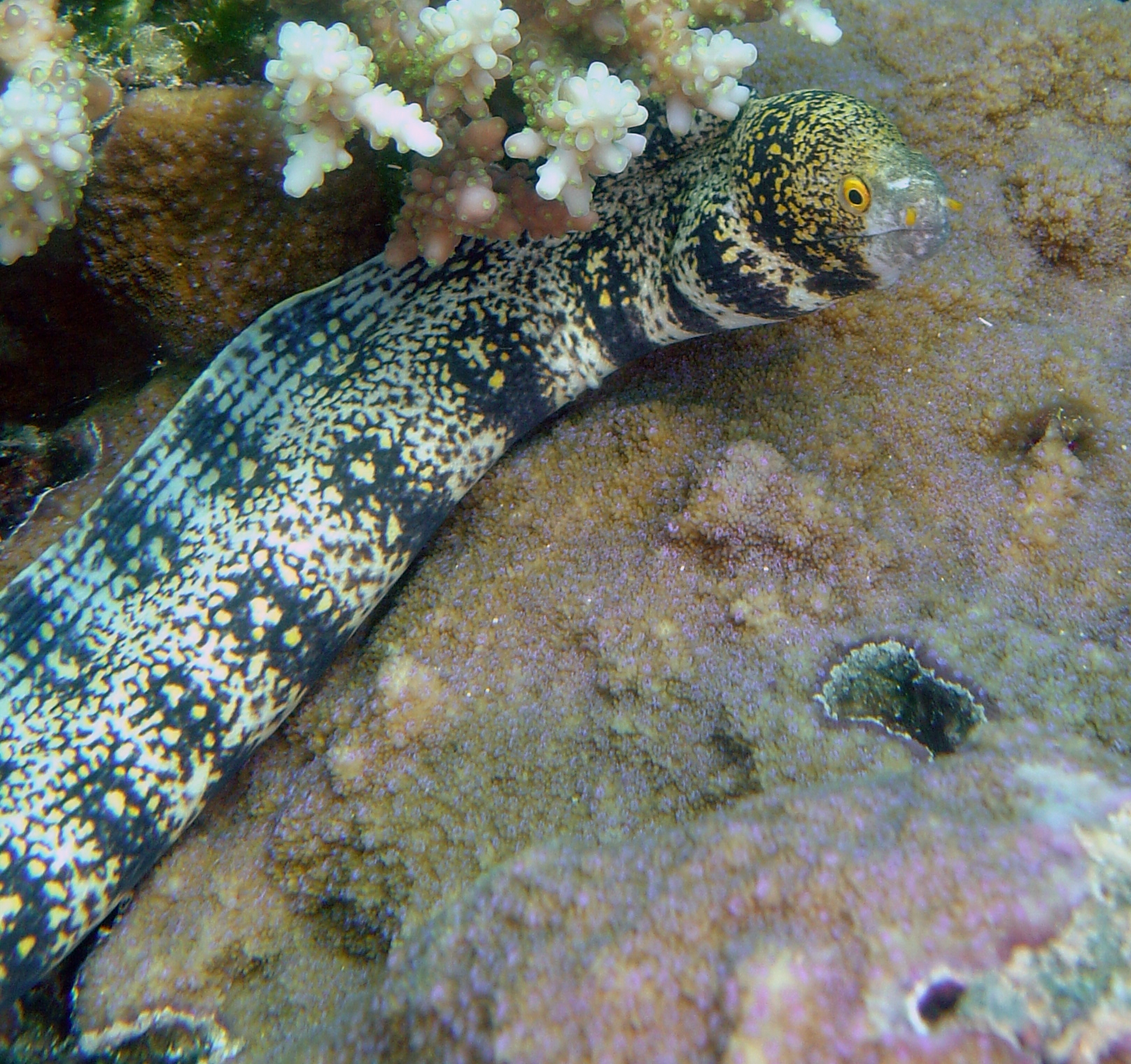
Sternfleckenmuräne
(Echidna nebulosa)

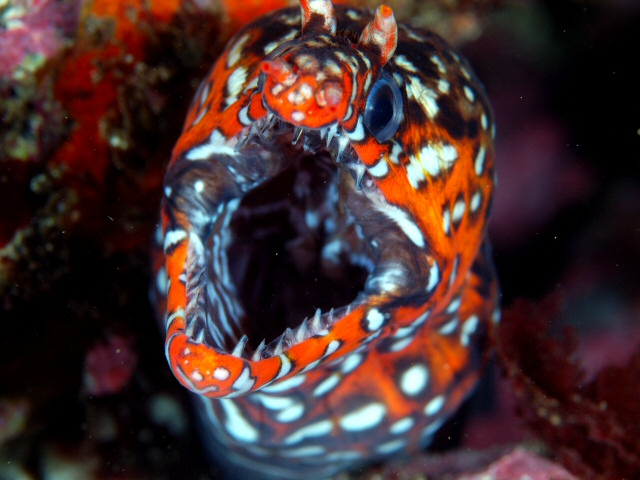
Drachenmuräne
(Enchelycore pardalis)

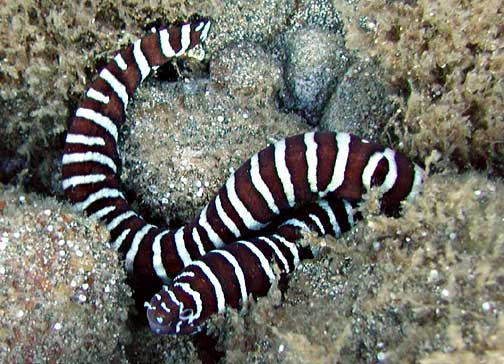
Zebramuräne (Gymnomuraena zebra)

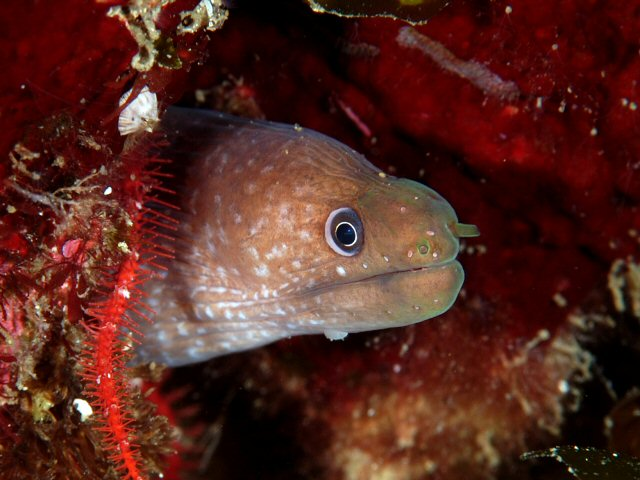
Gymnothorax bacalladoi

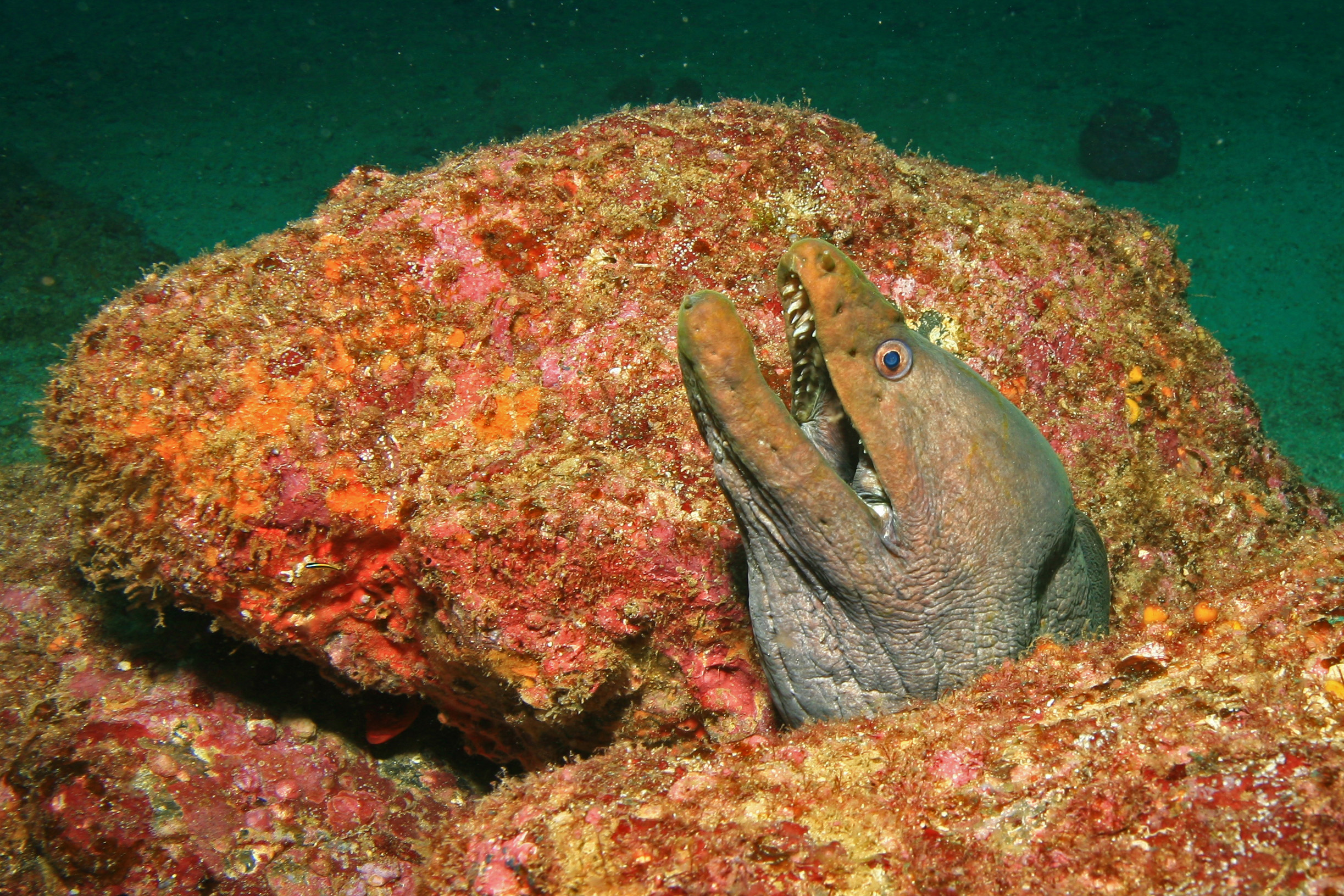
Kastanienmuräne (Gymnothorax castaneus)

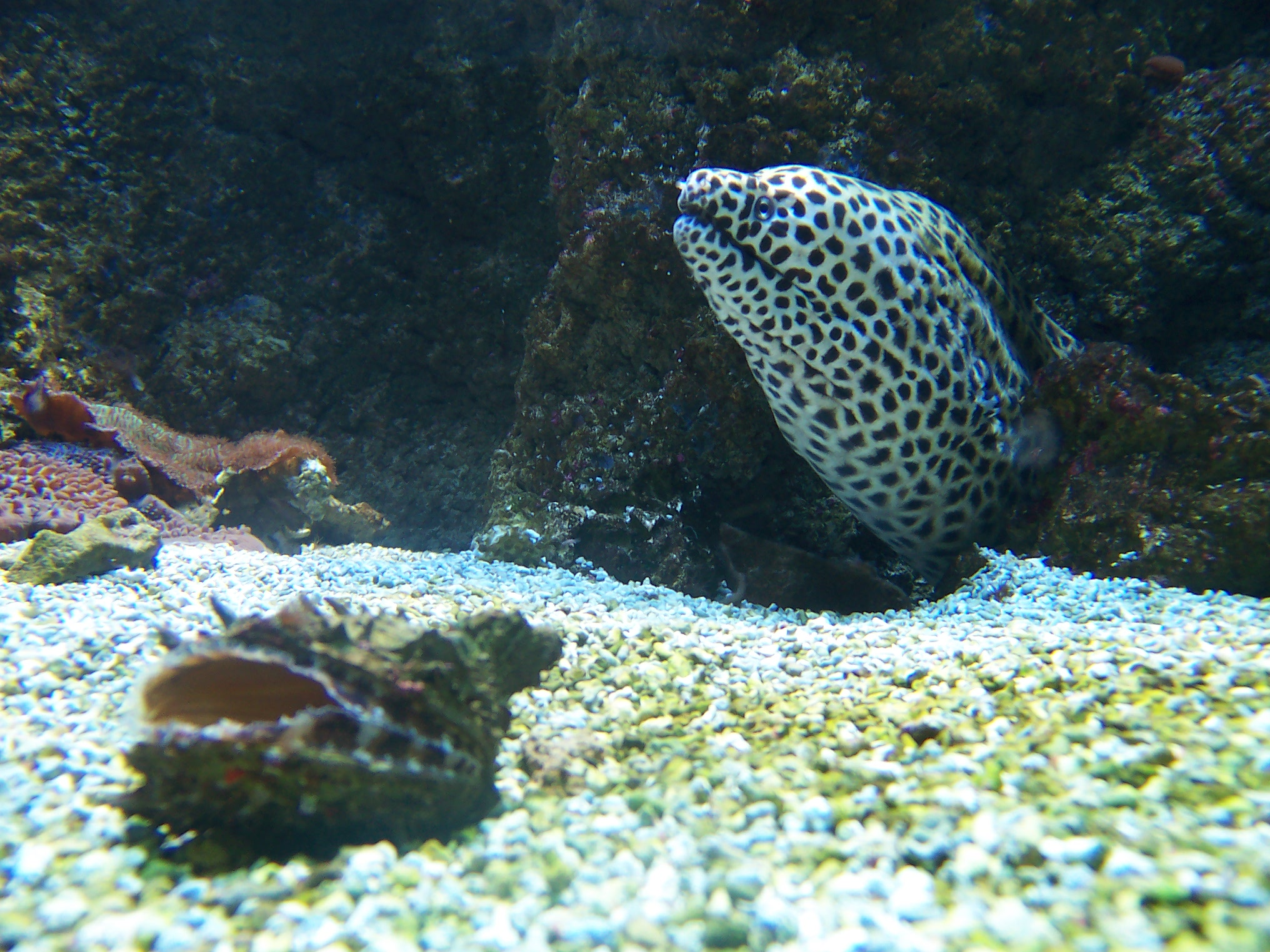
Netzmuräne (Gymnothorax favagineus)

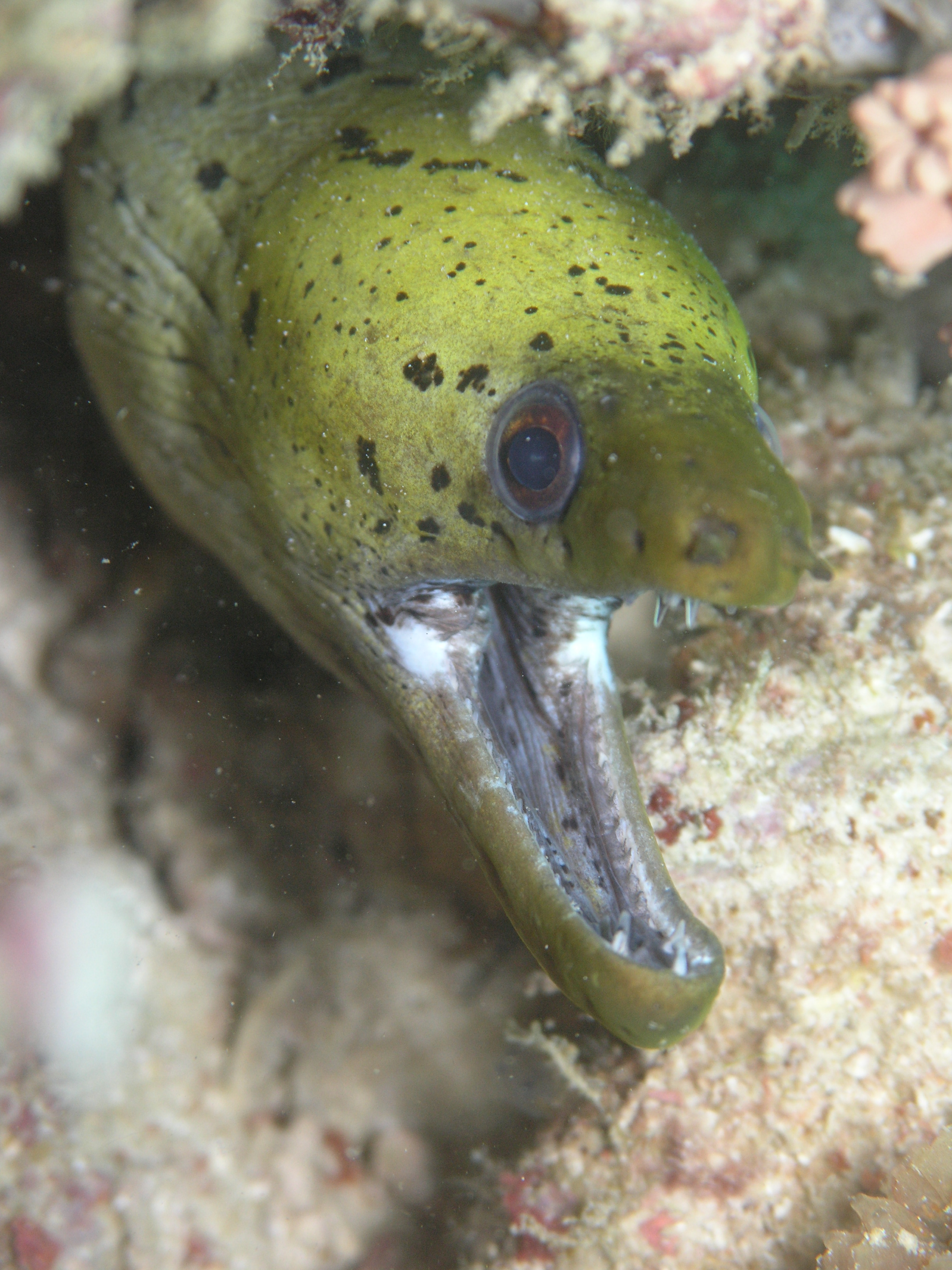
Gelbkopfmuräne (Gymnothorax fimbriatus)

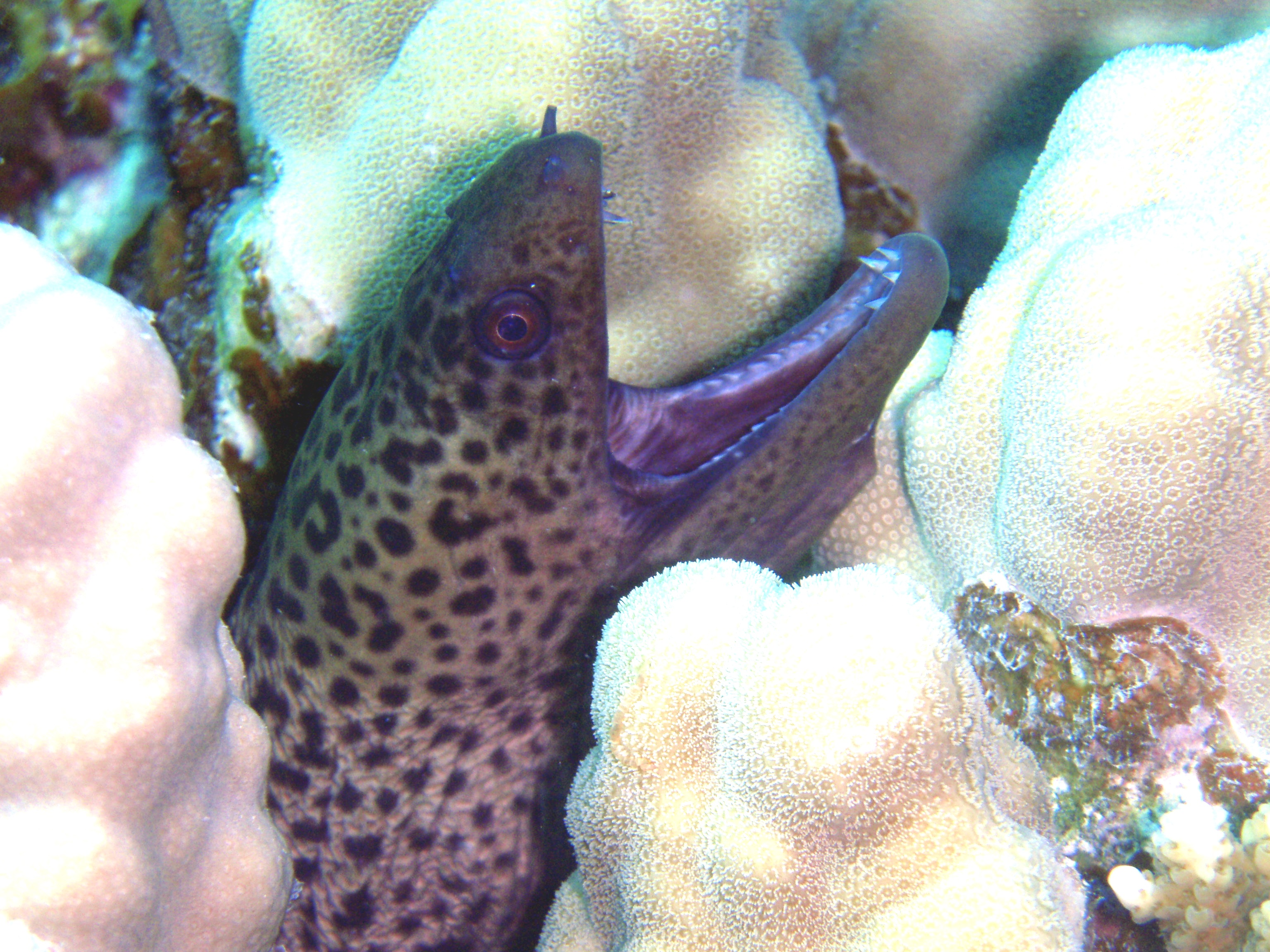
Juvenile Riesenmuräne (Gymnothorax javanicus)

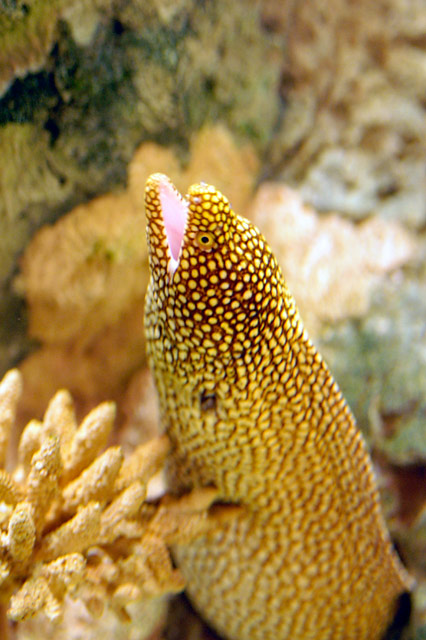
Gymnothorax mordax

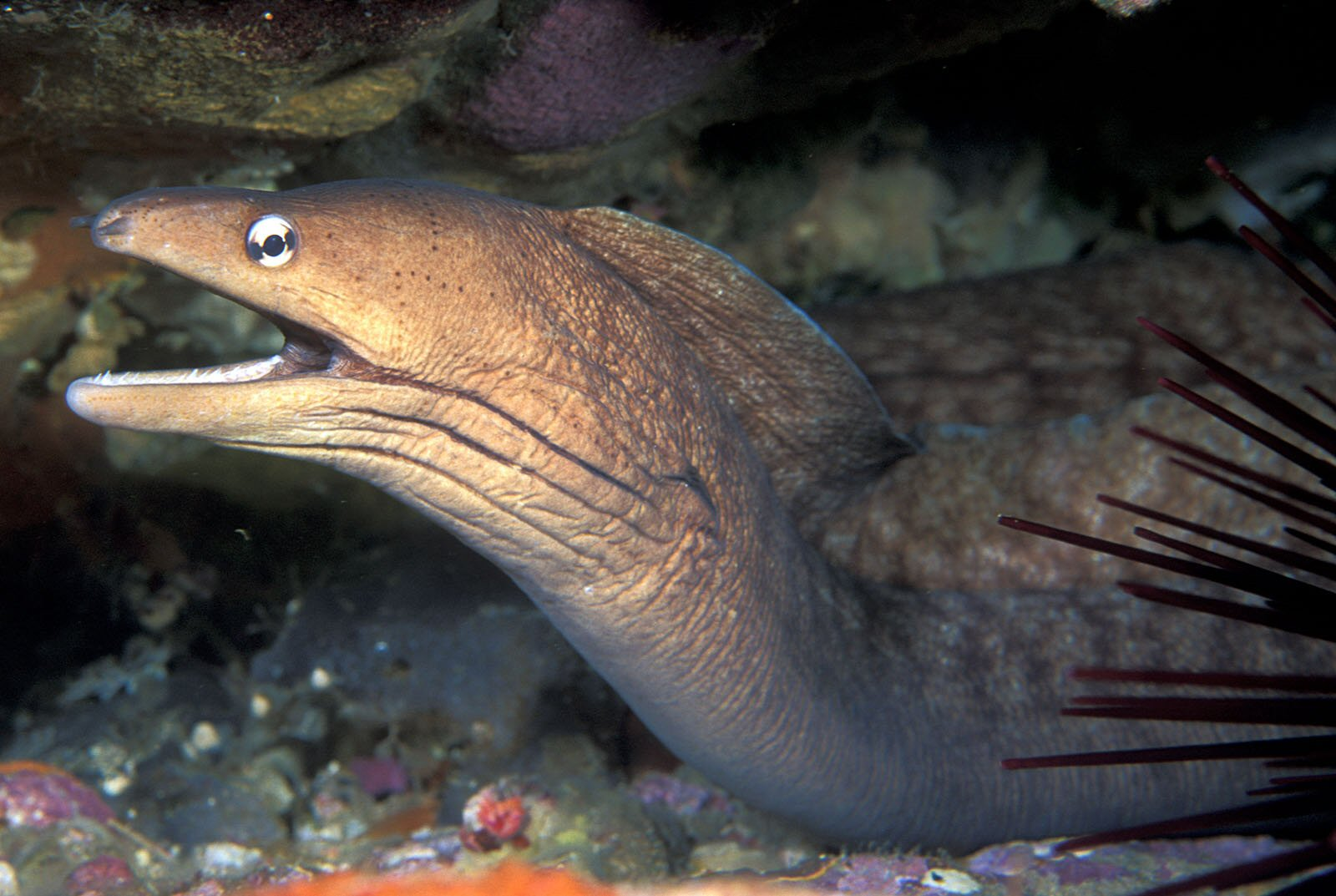
Gymnothorax nubilus

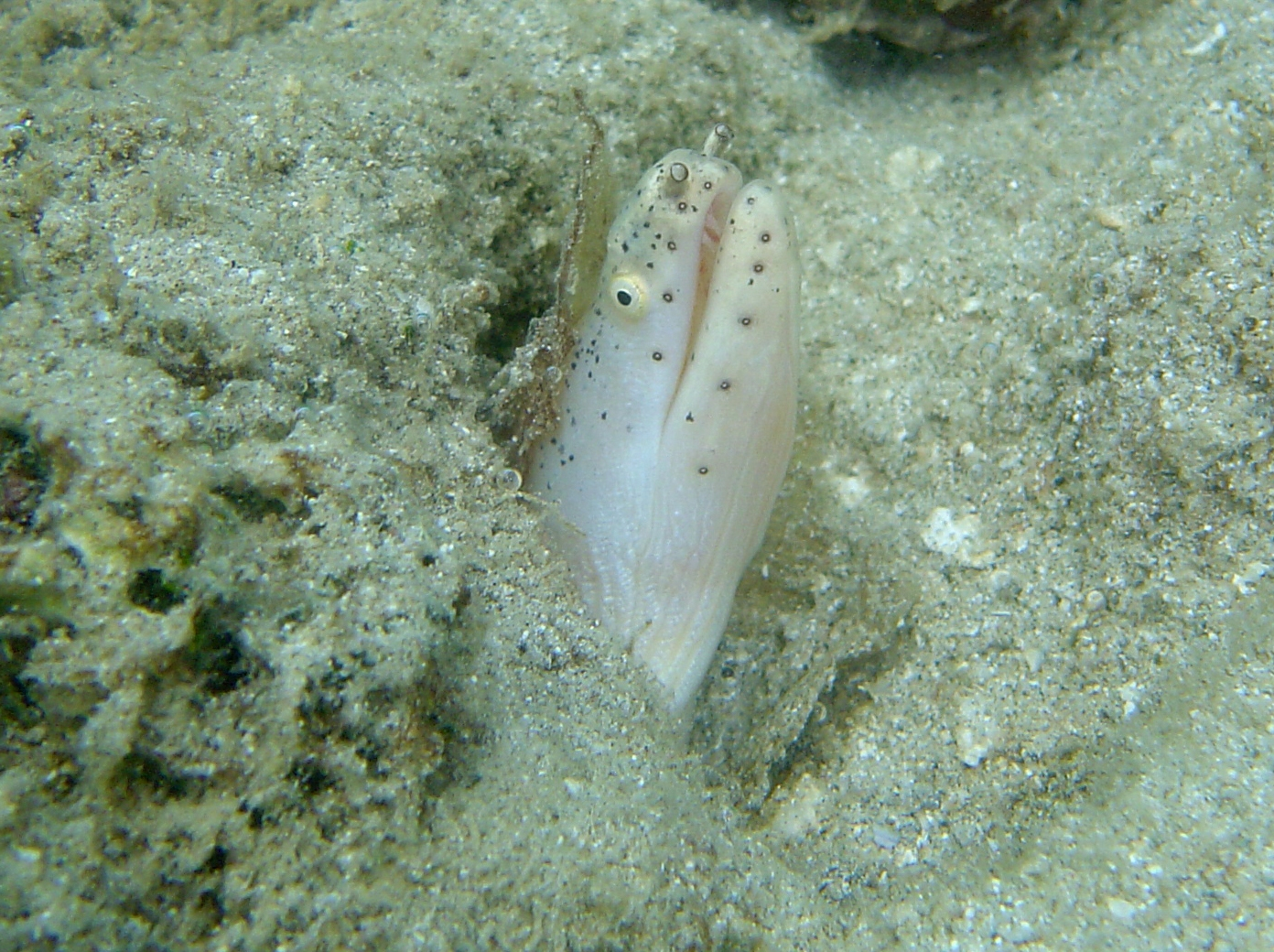
Gymnothorax pictus

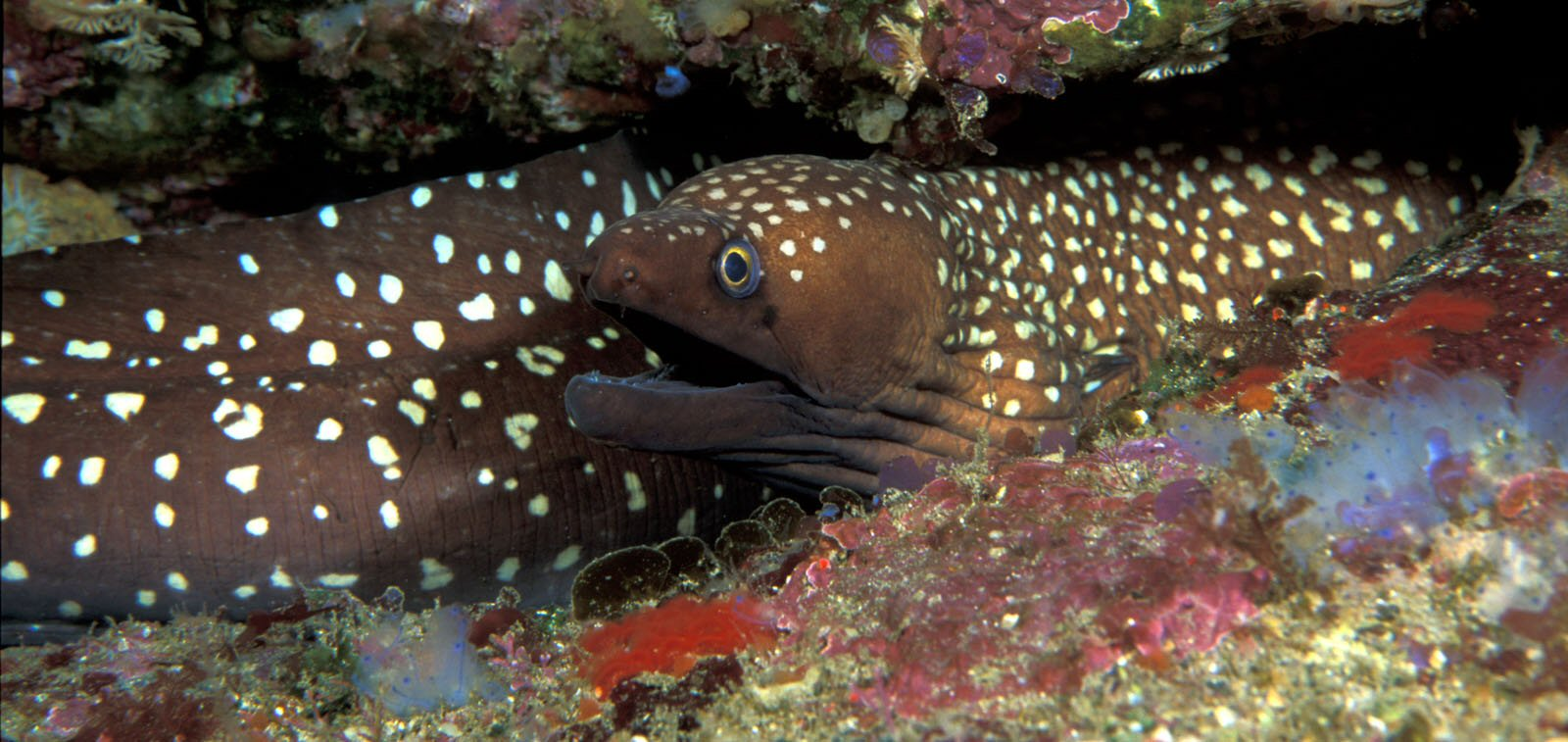
Gymnothorax prionodon

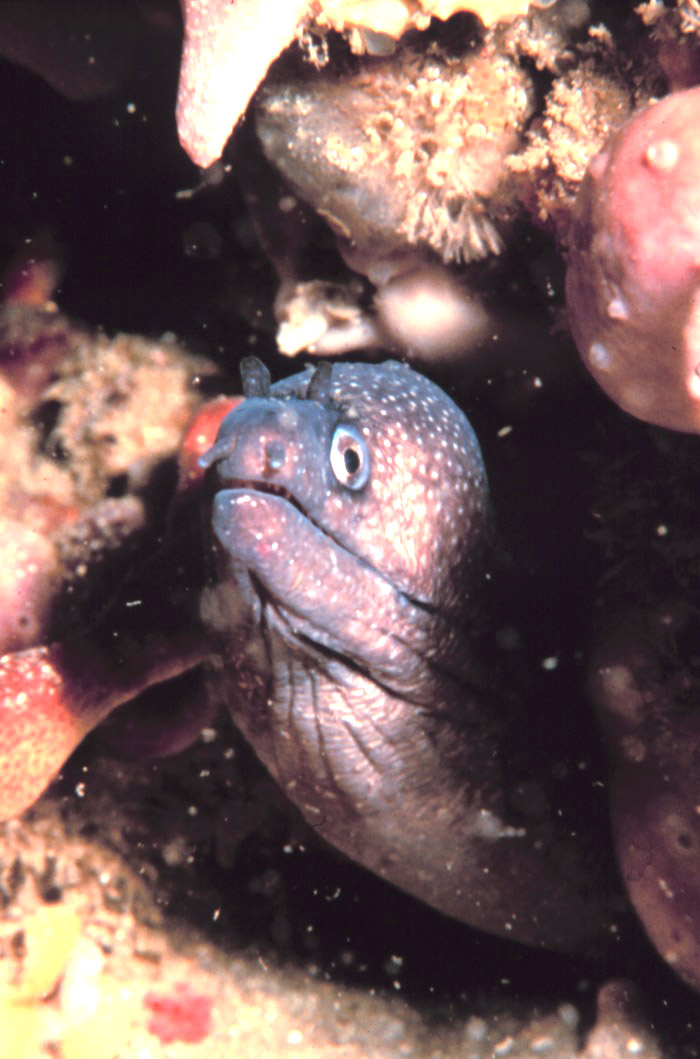
Gymnothorax polygonius

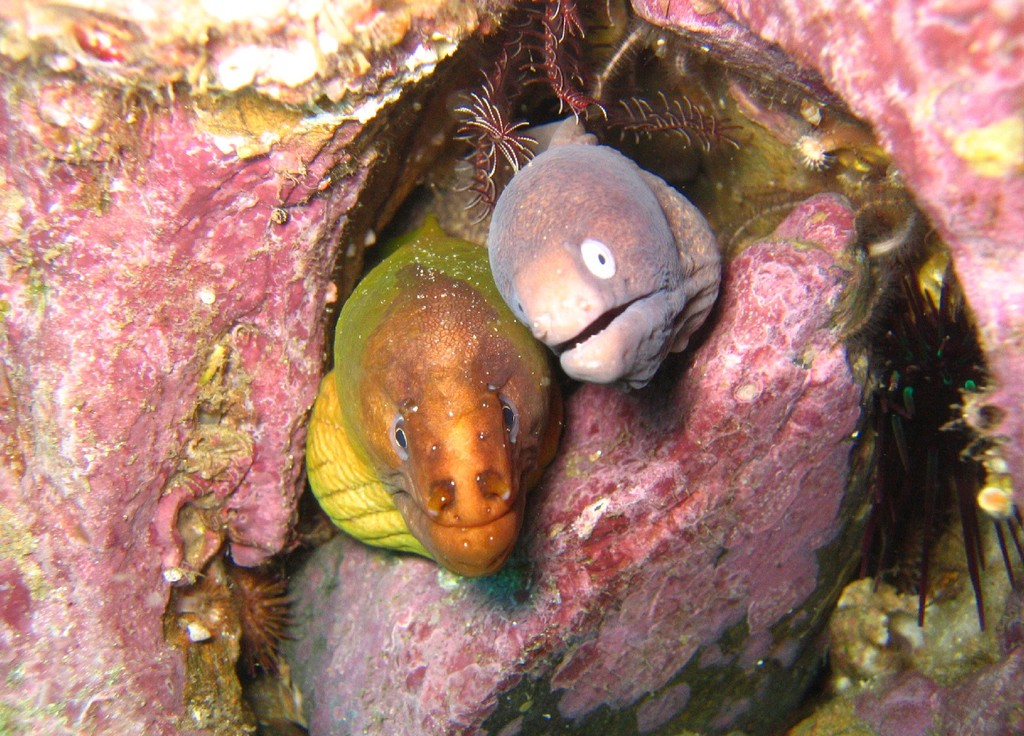
Gymnothorax prasinus neben Weißaugen-Muräne (Gymnothorax thrysoideus)

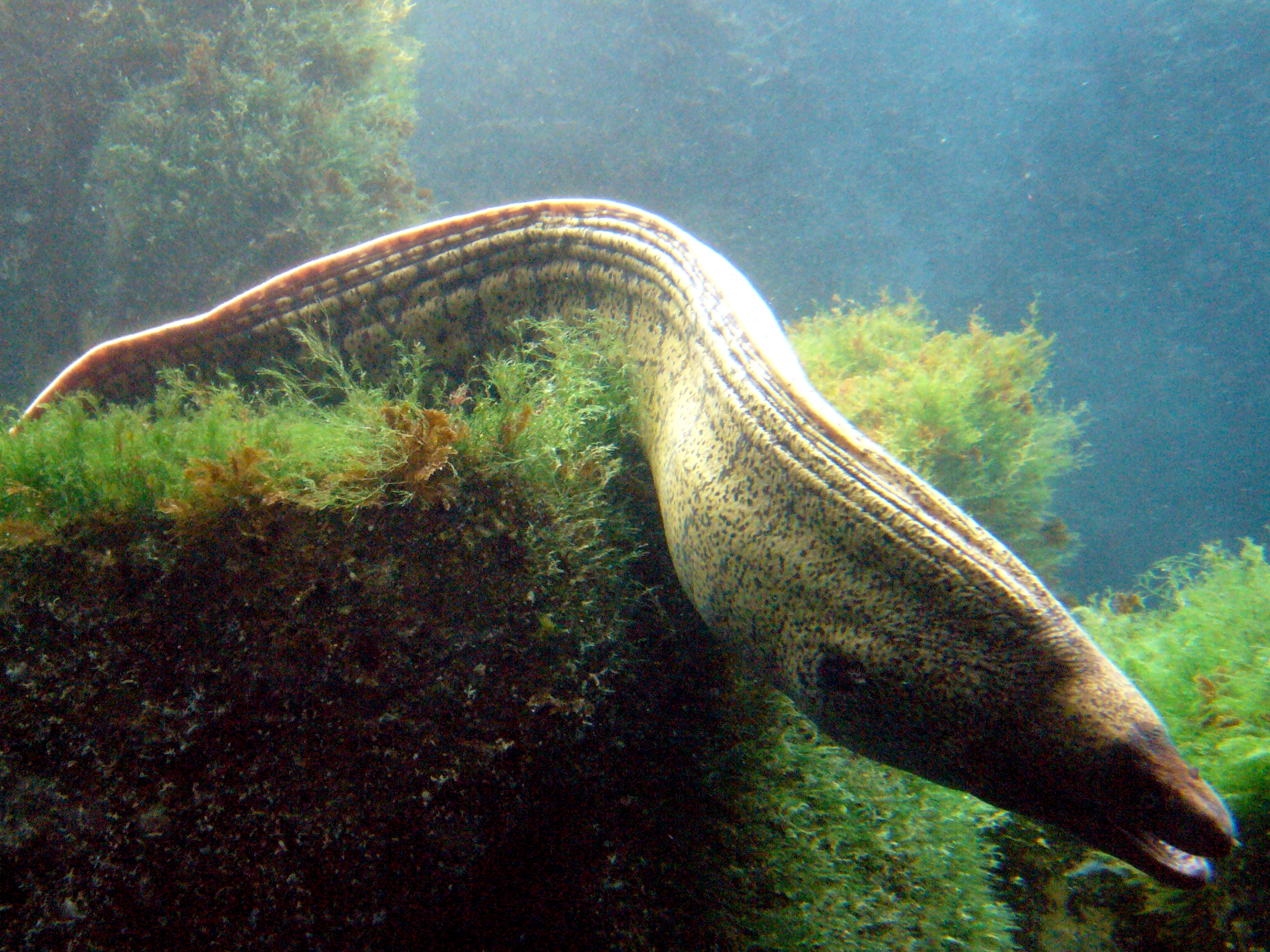
Mittelmeer-Muräne (Muraena helena)

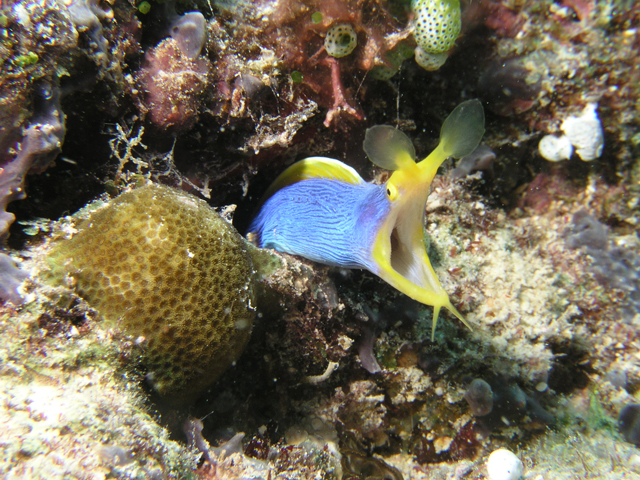
Geistermuräne (Rhinomuraena quaesita)

Die Kiemenbogenabschnitte sind nicht verknöchert. Der Flossensaum aus Rücken-, Schwanz- und Afterflosse ist deutlich ausgeprägt.
- Gattung Cirrimaxilla
  - Cirrimaxilla formosa Chen & Shao, 1995
- Gattung Diaphenchelys
  - Diaphenchelys dalmatian Hibino et al., 2017
  - Diaphenchelys pelonates McCosker & Randall, 2007
- Gattung Echidna
  - Echidna amblyodon (Bleeker, 1856)
  - Kettenmuräne (Echidna catenata) (Bloch, 1795)
  - Labyrinthmuräne (Echidna delicatula) (Kaup, 1856)
  - Echidna leucotaenia Schultz, 1943
  - Sternfleckenmuräne (Echidna nebulosa) (Ahl, 1789)
  - Echidna nocturna (Cope, 1872)
  - Echidna peli (Kaup, 1856)
  - Ringelmuräne (Echidna polyzona) (Richardson, 1845)
  - Echidna rhodochilus Bleeker, 1863
  - Echidna unicolor Schultz, 1953
  - Echidna xanthospilos (Bleeker, 1859)
- Gattung Enchelycore
  - Tigermuräne (Enchelycore anatina) (Lowe, 1838)
  - Enchelycore bayeri (Schultz, 1953)
  - Enchelycore bikiniensis (Schultz, 1953)
  - Enchelycore carychroa Böhlke & Böhlke, 1976
  - Enchelycore kamara Böhlke & Böhlke, 1980
  - Enchelycore lichenosa (Jordan & Snyder, 1901)
  - Enchelycore nigricans (Bonnaterre, 1788)
  - Enchelycore nycturanus Smith, 2002
  - Schmalkiefermuräne (Enchelycore octaviana) (Myers & Wade, 1941)
  - Drachenmuräne (Enchelycore pardalis) (Temminck & Schlegel, 1846)
  - Enchelycore propinqua Mohapatra et al., 2017
  - Enchelycore ramosa (Griffin, 1926)
  - Weißrandmuräne (Enchelycore schismatorhynchus) (Bleeker, 1853)
- Gattung Enchelynassa
  - Enchelynassa formosa (Quoy & Gaimard, 1824)
- Gattung Gymnomuraena
  - Zebramuräne (Gymnomuraena zebra) (Shaw, 1797)
- Gattung Gymnothorax
  - Gymnothorax afer Bloch, 1795
  - Gymnothorax albimarginatus (Temminck & Schlegel, 1846)
  - Gymnothorax angusticauda (Weber & de Beaufort, 1916)
  - Gymnothorax angusticeps (Hildebrand & Barton, 1949)
  - Gymnothorax annasona (Whitley, 1937)
  - Gymnothorax annulatus Smith & Böhlke, 1997
  - Gymnothorax atolli (Pietschmann, 1935)
  - Gymnothorax australicola Lavenberg, 1992
  - Gymnothorax austrinus Böhlke & McCosker, 2001
  - Gymnothorax bacalladoi Böhlke & Brito, 1987
  - Gymnothorax baranesi Smith, Brokovich & Einbinder, 2008
  - Gymnothorax bathyphilus Randall & McCosker, 1975
  - Gymnothorax berndti Snyder, 1904
  - Bartmuräne (Gymnothorax breedeni) McCosker & Randall, 1977
  - Gymnothorax buroensis (Bleeker, 1857)
  - Kastanienmuräne (Gymnothorax castaneus) (Jordan & Gilbert, 1883)
  - Gymnothorax castlei Böhlke & Randall, 1999
  - Gymnothorax cephalospilus Böhlke & McCosker, 2001
  - Gymnothorax chilospilus Bleeker, 1865
  - Gymnothorax chlamydatus Snyder, 1908
  - Gymnothorax conspersus Poey, 1867
  - Gymnothorax cribroris Whitley, 1932
  - Gymnothorax dorsalis Seale, 1917
  - Melierte Muräne (Gymnothorax dovii) (Günther, 1870)
  - Gymnothorax elegans Bliss, 1883
  - Gymnothorax enigmaticus McCosker & Randall, 1982
  - Gymnothorax equatorialis (Hildebrand, 1946)
  - Abbotts Muräne (Gymnothorax eurostus) (Abbott, 1860)
  - Gymnothorax eurygnathos Böhlke, 2001
  - Netzmuräne (Gymnothorax favagineus) Bloch & Schneider, 1801
  - Gelbkopfmuräne (Gymnothorax fimbriatus) (Bennett, 1832)
  - Gelbgefleckte Muräne (Gymnothorax flavimarginatus) (Rüppell, 1830)
  - Gymnothorax flavoculus (Böhlke & Randall, 1996)
  - Gymnothorax formosus Bleeker, 1865
  - Grüne Muräne (Gymnothorax funebris) Ranzani, 1840
  - Gymnothorax fuscomaculatus (Schultz, 1953)
  - Gymnothorax gracilicauda Jenkins, 1903
  - Pünktchenmuräne (Gymnothorax griseus) (Lacépède, 1803)
  - Gymnothorax hepaticus (Rüppell, 1830)
  - Gymnothorax herrei Beebe & Tee-Van, 1933
  - Gymnothorax hubbsi Böhlke & Böhlke, 1977
  - Gymnothorax indicus Mohapatra et al., 2016
  - Gymnothorax intesi (Fourmanoir & Rivaton, 1979)
  - Jaguarmuräne (Gymnothorax isingteena) (Richardson, 1845)
  - Riesenmuräne (Gymnothorax javanicus) (Bleeker, 1859)
  - Gymnothorax johnsoni (Smith, 1962)
  - Kidako-Muräne (Gymnothorax kidako) (Temminck & Schlegel, 1846)
  - Gymnothorax kolpos Böhlke & Böhlke, 1980
  - Gymnothorax kontodontos Böhlke, 2000
  - Gymnothorax longinquus (Whitley, 1948)
  - Gymnothorax maderensis (Johnson, 1862)
  - Gymnothorax mareei Poll, 1953
  - Gymnothorax margaritophorus Bleeker, 1865
  - Gymnothorax marshallensis (Schultz, 1953)
  - Gymnothorax mccoskeri Smith & Böhlke, 1997
  - Gymnothorax megaspilus Böhlke & Randall, 1995
  - Gymnothorax melanosomatus Loh, Shao & Chen, 2011
  - Gymnothorax melatremus Schultz, 1953
  - Perlenmuräne (Gymnothorax meleagris) (Shaw, 1795)
  - Gymnothorax microspila (Günther, 1870)
  - Gymnothorax microstictus Böhlke, 2000
  - Goldschwanzmuräne (Gymnothorax miliaris) (Kaup, 1856)
  - Gymnothorax minor (Temminck & Schlegel, 1846)
  - Gymnothorax mishrai Ray et al., 2015
  - Gymnothorax moluccensis (Bleeker, 1865)
  - Gymnothorax monochrous (Bleeker, 1856)
  - Gymnothorax monostigma (Regan, 1909)
  - Gymnothorax mordax (Ayres, 1859)
  - Gefleckte Muräne (Gymnothorax moringa) (Cuvier, 1829)
  - Gymnothorax mucifer Snyder, 1904
  - Gymnothorax nasuta de Buen, 1961
  - Gymnothorax neglectus Tanaka, 1911
  - Gymnothorax nigromarginatus (Girard, 1858)
  - Gymnothorax niphostigmus Chen, Shao & Chen, 1996
  - Gymnothorax nubilus (Richardson, 1848)
  - Gelbmaulmuräne (Gymnothorax nudivomer) (Günther, 1867)
  - Gymnothorax nuttingi Snyder, 1904
  - Gymnothorax obesus (Whitley, 1932)
  - Südliche Augenfleckmuräne (Gymnothorax ocellatus) Agassiz, 1831
  - Gymnothorax panamensis (Steindachner, 1876)
  - Gymnothorax parini Collette, Smith & Böhlke, 1991
  - Gymnothorax paucivertebralis Allen et al., 2018
  - Gymnothorax phalarus Bussing, 1998
  - Gymnothorax phasmatodes (Smith, 1962)
  - Gymnothorax philippinus Jordan & Seale, 1907
  - Gymnothorax pictus (Ahl, 1789)
  - Gymnothorax pikei Bliss, 1883
  - Gymnothorax pindae Smith, 1962
  - Gymnothorax polygonius Poey, 1875
  - Gymnothorax polyspondylus Böhlke & Randall, 2000
  - Leopardmuräne (Gymnothorax polyuranodon) (Bleeker, 1853)
  - Gymnothorax porphyreus (Guichenot, 1848)
  - Gymnothorax prasinus (Richardson, 1848)
  - Gymnothorax prionodon Ogilby, 1895
  - Gymnothorax prismodon Böhlke & Randall, 2000
  - Gymnothorax prolatus Sasaki & Amaoka, 1991
  - Gymnothorax pseudoherrei Böhlke, 2000
  - Gymnothorax pseudomelanosomatus Loh, Shao & Chen, 2015
  - Gymnothorax pseudoprolatus Smith et al., 2018
  - Gymnothorax pseudothyrsoideus (Bleeker, 1852)
  - Gymnothorax pseudotile Mohapatra et al., 2017
  - Gymnothorax punctatofasciatus Bleeker, 1863
  - Gymnothorax punctatus Bloch & Schneider, 1801
  - Gymnothorax randalli Smith & Böhlke, 1997
  - Gymnothorax reevesii (Richardson, 1845)
  - Gymnothorax reticularis Bloch, 1795
  - Richardson-Muräne (Gymnothorax richardsonii) (Bleeker, 1852)
  - Gymnothorax robinsi Böhlke, 1997
  - Gelbstirnmuräne (Gymnothorax rueppellii) (McClelland, 1844)
  - Gymnothorax sagenodeta (Richardson, 1848)
  - Gymnothorax sagmacephalus Böhlke, 1997
  - Gymnothorax saxicola Jordan & Davis, 1891
  - Gymnothorax serratidens (Hildebrand & Barton, 1949)
  - Gymnothorax smithi Sumod et al., 2019
  - Gymnothorax sokotrensis Kotthaus, 1968
  - Gymnothorax steindachneri Jordan & Evermann, 1903
  - Weißaugen-Muräne (Gymnothorax thrysoideus) (Richardson, 1845)
  - Goldstaubmuräne (Gymnothorax tile) (Hamilton, 1822)
  - Marmormuräne (Gymnothorax undulatus) (Lacépède)
  - Braune Muräne (Gymnothorax unicolor) (Delaroche, 1809)
  - Gymnothorax vagrans (Seale, 1917)
  - Gymnothorax verrilli (Jordan & Gilbert, 1883)
  - Gymnothorax vicinus (Castelnau, 1855)
  - Gymnothorax vietnamensis Smith et al., 2018
  - Gymnothorax visakhaensis Mohapatra et al., 2017
  - Gymnothorax woodwardi McCulloch, 1912
  - Gymnothorax ypsilon Hatooka & Randall, 1992
  - Weißfleckenmuräne (Gymnothorax zonipectis) Seale, 1906
- Gattung Monopenchelys
  - Monopenchelys acuta (Parr, 1930)
- Gattung Muraena
  - Muraena appendiculata Guichenot, 1848
  - Pazifische Weißfleckenmuräne (Muraena argus) (Steindachner, 1870)
  - Muraena augusti
  - Muraena australiae Richardson, 1848
  - Uhrglasmuräne (Muraena clepsydra) Gilbert, 1898
  - Mittelmeer-Muräne (Muraena helena) Linnaeus, 1758
  - Muraena insularum Jordan & Davis, 1891
  - Muraena lentiginosa Jenyns, 1842
  - Hornmuräne (Muraena melanotis) (Kaup, 1860)
  - Schwarzohrmuräne (Muraena pavonina) Richardson, 1845
  - Atlantische Netzmuräne (Muraena retifera) Goode & Bean, 1882
  - Muraena robusta Osório, 1911
- Gattung Pseudechidna
  - Weiße Bandmuräne (Pseudechidna brummeri) (Bleeker, 1859)
- Gattung Rhinomuraena
  - Geistermuräne (Rhinomuraena quaesita) Garman, 1888
- Gattung Strophidon[7]
  - Strophidon dawydoffi Prokofiev, 2020
  - Strophidon dorsalis (Seale), 1917
  - Riesen-Deltamuräne (Strophidon sathete (Hamilton, 1822))
  - Strophidon ui  Tanaka, 1918
  - Strophidon tetraporus Huang et al., 2020

### Unterfamilie Uropterygiinae
Beim ersten und zweiten Kiemenbogen ist der jeweils unterste der vier Kiemenbogenabschnitte verknöchert. Neben dem Verlust der paarigen Flossen ist auch der Flossensaum reduziert, so dass die Fische noch schlangenähnlicher wirken. Flossenstrahlen sind nur an der Schwanzspitze vorhanden.
- Gattung AnarchiasAnarchias seychellensis

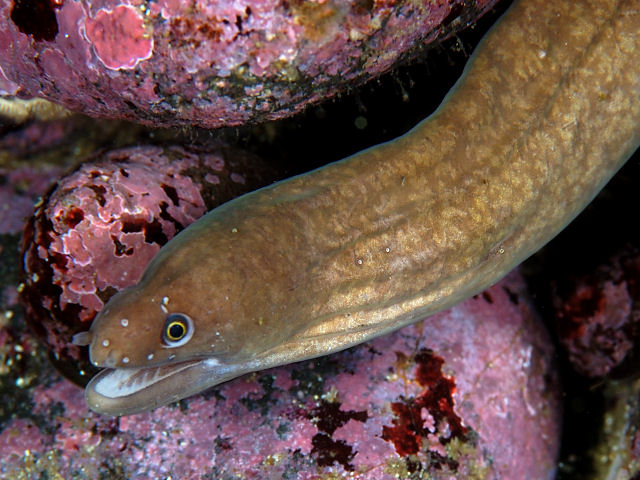
Anarchias seychellensis

  - Anarchias allardicei Jordan & Starks, 1906
  - Anarchias cantonensis (Schultz, 1943)
  - Anarchias euryurus (Lea, 1913)
  - Anarchias galapagensis (Seale, 1940)
  - Anarchias leucurus (Snyder, 1904)
  - Anarchias longicaudis (Peters, 1877)
  - Anarchias maldiviensis Klausewitz, 1964
  - Seychellenmuräne (Anarchias seychellensis) Smith, 1962
  - Anarchias similis (Lea, 1913)
- Gattung ChannomuraenaChannomuraena vittata

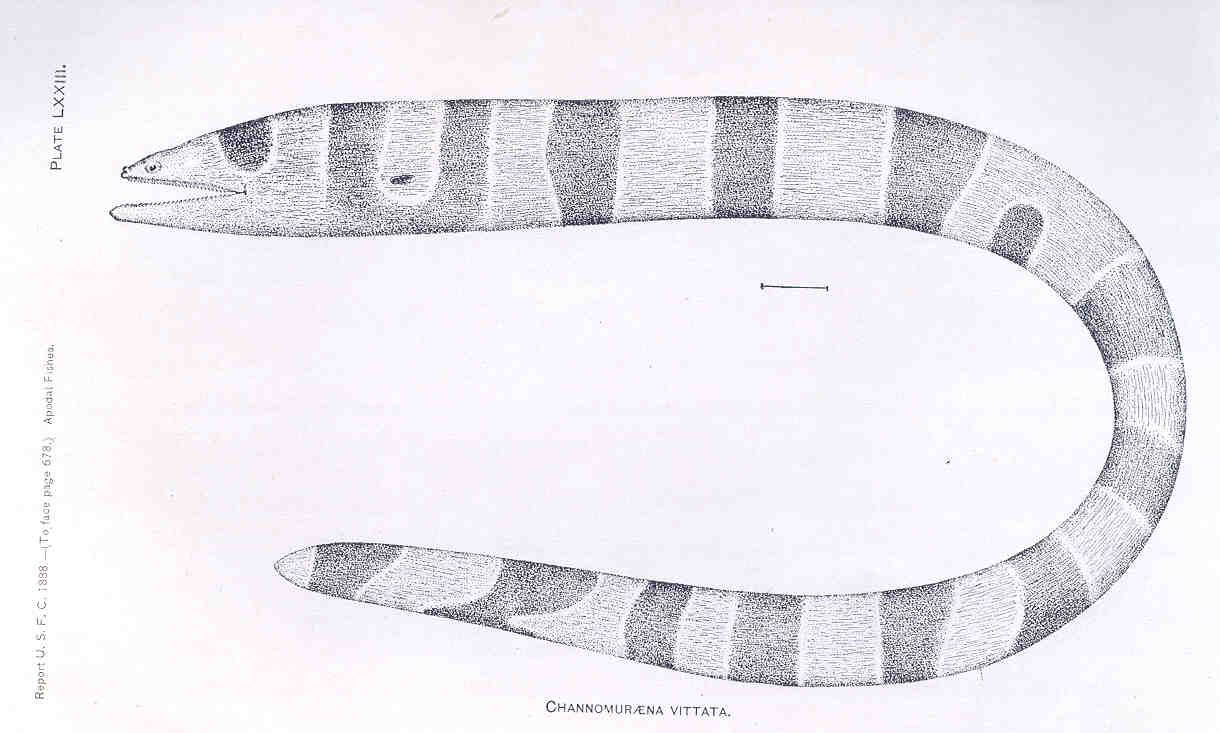
Channomuraena vittata

  - Channomuraena bauchotae Saldanha & Quéro, 1994
  - Channomuraena vittata Richardson, 1845
- Gattung ScuticariaScuticaria tigrina

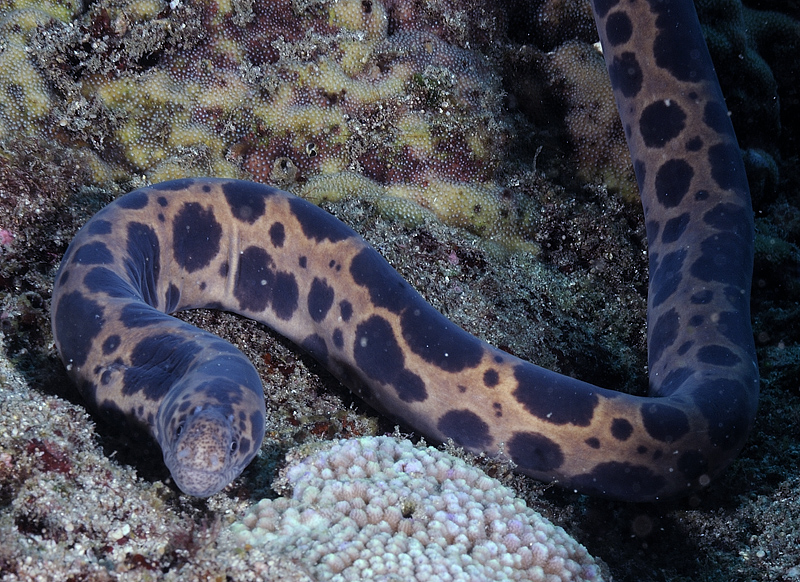
Scuticaria tigrina

  - Scuticaria okinawae (Jordan & Snyder, 1901)
  - Große Tigermuräne (Scuticaria tigrina) (Lesson, 1828)
- Gattung UropterygiusUropterygius xanthopterus

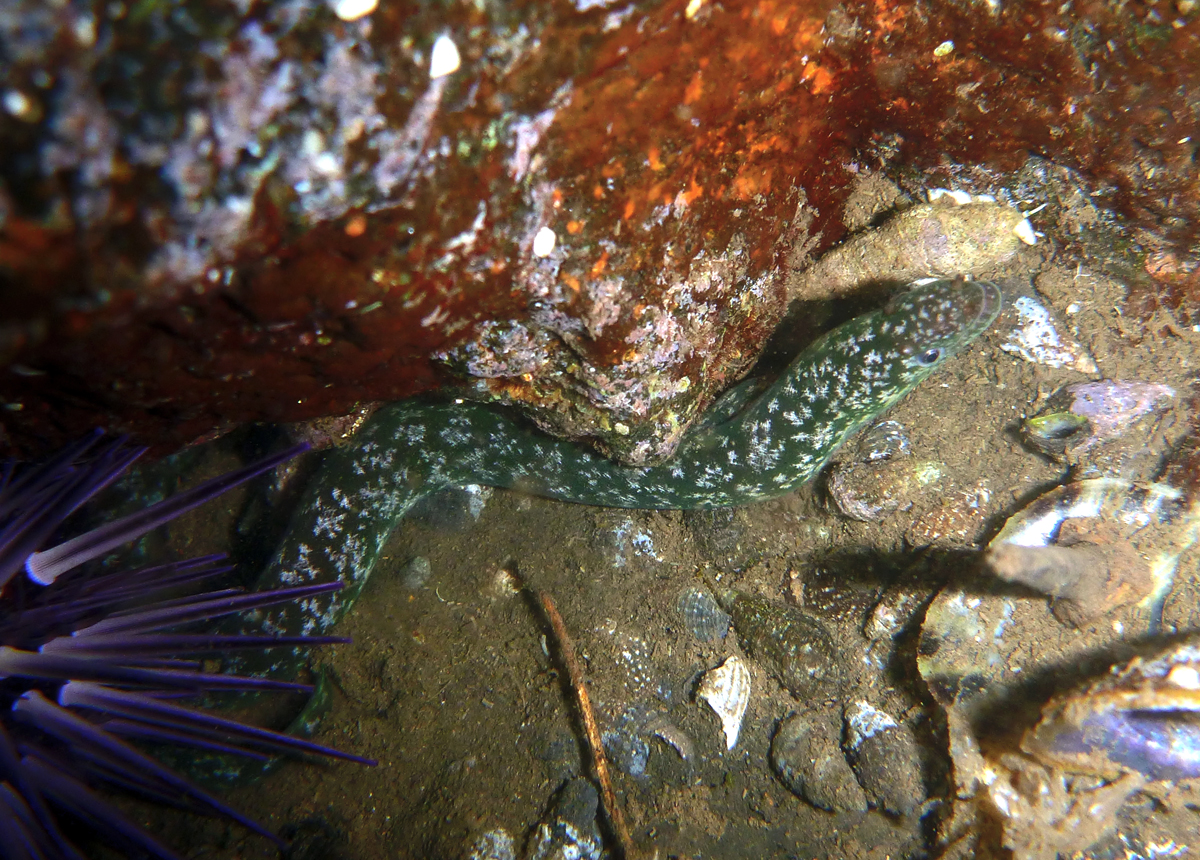
Uropterygius xanthopterus

  - Uropterygius alboguttatus Smith, 1962
  - Uropterygius concolor Rüppell, 1838
  - Uropterygius fasciolatus (Regan, 1909)
  - Uropterygius fuscoguttatus Schultz in Schultz, Herald, Lachner, Welander & Woods, 1953
  - Uropterygius genie Randall & Golani, 1995
  - Uropterygius golanii McCosker & Smith, 1997
  - Uropterygius inornatus Gosline, 1958
  - Uropterygius kamar McCosker & Randall, 1977
  - Nadelzahnmuräne (Uropterygius macrocephalus) (Bleeker, 1865)
  - Uropterygius macularius (Lesueur, 1825)
  - Uropterygius makatei Gosline, 1958
  - Uropterygius marmoratus (Lacépède, 1803)
  - Uropterygius micropterus (Bleeker, 1852)
  - Uropterygius nagoensis Hatooka, 1984
  - Uropterygius polyspilus (Regan, 1909)
  - Uropterygius polystictus Myers & Wade, 1941
  - Uropterygius supraforatus (Regan, 1909)
  - Uropterygius versutus Bussing, 1991
  - Uropterygius wheeleri Blache, 1967
  - Uropterygius xanthopterus Bleeker, 1859
  - Uropterygius xenodontus McCosker & Smith, 1997

## Muränen und Menschen

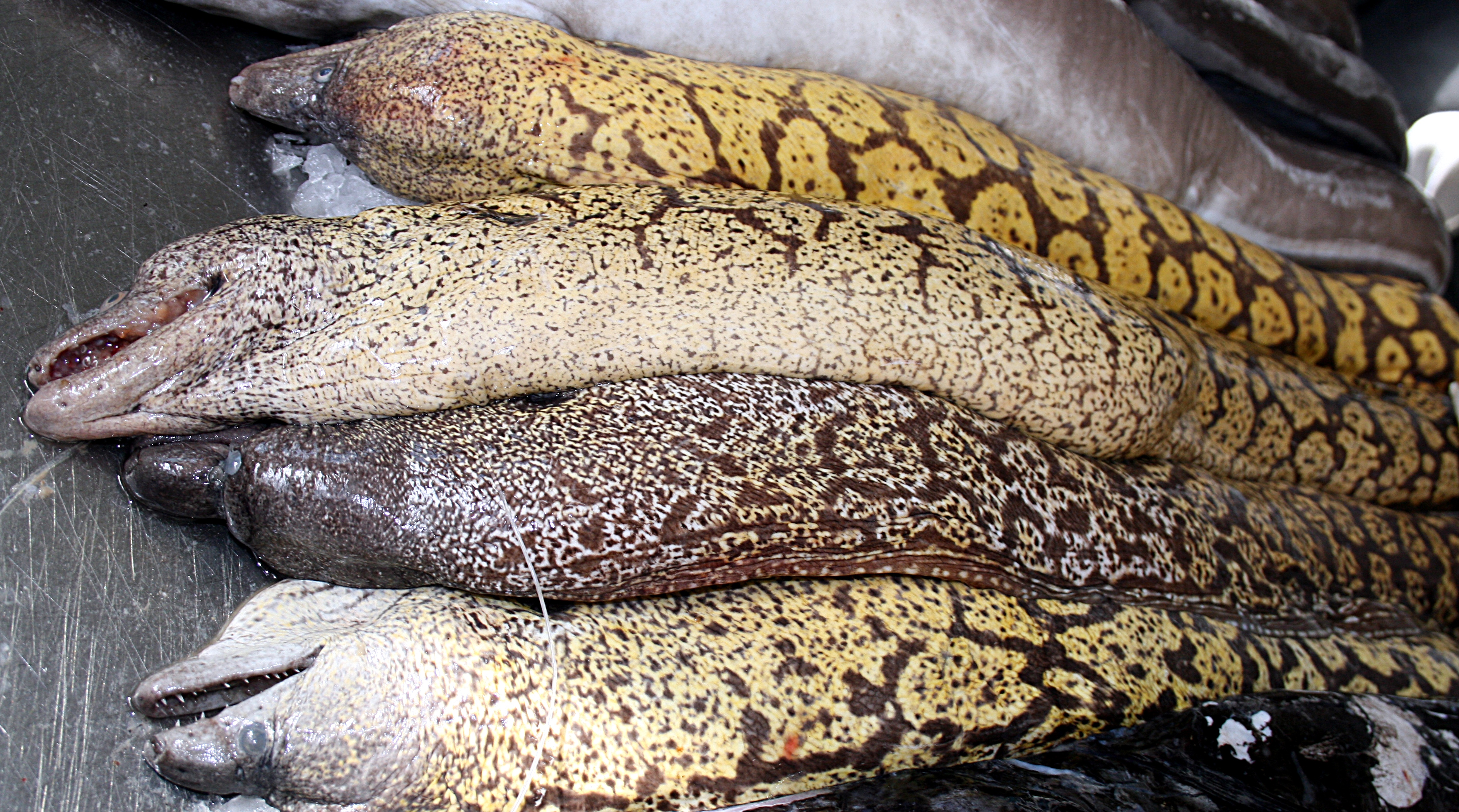
Muränen in der Markthalle von Funchal, Madeira

In manchen Gegenden sind Muränen beliebte Speisefische. Der Verzehr besonders großer Arten kann allerdings zu Ciguatera-Vergiftungen führen, da sie als Endglied der Nahrungskette Gifte in ihrem Fleisch anreichern.
In stark touristisch frequentierten Korallenriffen werden Muränen oft von Menschen gefüttert. An Fütterung gewöhnte Muränen verändern ihr natürliches Verhalten, jagen nicht mehr und können Tauchern gegenüber aufdringlich werden, auf sie zuschwimmen und nach ihnen schnappen. Bisswunden von Muränen können stark schmerzen und heilen schlecht. Die Blutung kommt oft nur sehr langsam zum Stillstand. Ursache sind an den Zähnen befindliche Bakterien, die in die Wunde gelangen.
Einige besonders bunte, die tropischen Korallenriffe bewohnende Muränen werden auch zu aquaristischen Zwecken gefangen und importiert. Dies sind vor allem die Sternfleckenmuräne, die Weiße Bandmuräne und die Geistermuräne. Die Goldstaubmuräne und die Leopardmuräne werden vom Handel als „Süßwassermuränen“ angeboten, sind aber besser im Brack- oder Meerwasseraquarium zu halten. Muränen sind in menschlicher Haltung nur schwer an tote Futtertiere zu gewöhnen.
Im „Fischbuch“ (1558) von Conrad Gessner, dem vierten Band seiner „Historia animalium“, wird die Muräne in zeitgenössischen Übersetzungen als „Muraal“ erwähnt. Mit ihr in Verbindung gebracht wird eine Fischart, die als „Muraal-Männle“ (lat. Myrus) bezeichnet wird, hierbei handelt es sich allerdings um eine Art aus der Familie der Schlangenaale (Echelus myrus).